# Офферторий

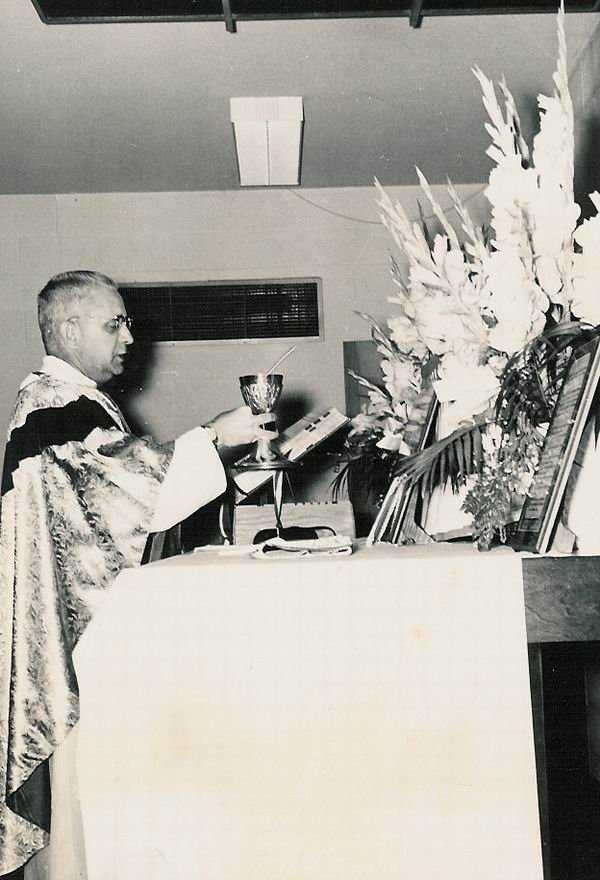
Вознесение чаши во время оффертория по тридентскому чину

Офферто́рий, также приношение даров — часть мессы в западных литургических обрядах Католической церкви. Также входит в состав англиканской литургии и лютеранского богослужения. Офферторий открывает собой Евхаристическую литургию. Во всех литургических обрядах по его окончании начинается анафора. Во время оффертория хлеб и вино для совершения евхаристии приносятся на алтарь. Кроме того, «офферторием» называется и песнопение, исполняемое во время приношения даров. Традиционно во время оффертория в западных обрядах проходит сбор пожертвований. Аналогом в византийском обряде является Великий вход.

## История
Исторически происхождение оффертория связано с существовавшей в раннем христианстве практикой приношения хлеба и вина прихожанами на литургию. Лучшие хлеб и вино из принесённых верующими использовались для совершения евхаристии, прочие потреблялись во время совместной трапезы (агапы) и раздавались бедным. В Западной церкви в первом тысячелетии выработался специальный чин оффертория, во время которого совершалась процессия принесения даров на алтарь. Процессия сопровождалась пением псалма с повторением краткого стиха. Во втором тысячелетии процессия с дарами исчезла из чина мессы, а песнопение оффертория сократилось до одного стиха из псалма. В этот период чин римского оффертория воспринял ряд элементов из галликанского и мосарабского обрядов, в том числе каждение алтаря.

## Порядок
В Тридентской мессе (в настоящее время именуемой также «экстраординарным» чином) закреплён следующий порядок действий священника во время оффертория:
- Священник развёртывает корпорал на алтаре
- Берёт патену с гостией, поднимает её над алтарём и читает молитву о принятии Богом жертвы
- Вливает в чашу немного вина и воды, поднимает чашу над алтарём и читает молитву
- Ставит патену и чашу на корпорал и читает ещё две молитвы — о приношении, благоприятном Богу и о благословении жертвы
- Совершает каждение алтаря
- Омывает руки, читая 25-й псалом (Lavabo)
- Читает молитву Suscipe sancta Trinitas
- Призывает предстоящих к молитве (Orate fratres)
- Читает вполголоса молитву над дарами (Secreta)

В ходе литургической реформы второй половины XX века порядок оффертория был изменён. Был сокращен и отменён ряд молитв, а для торжественных и праздничных месс была восстановлена процессия приношения, причём дары приносятся мирянами, а принимает их возле алтаря священник или диакон, после чего возлагает на алтарь. Песнопение оффертория, которое ранее представляло собой стих из псалма, ныне имеет форму произвольного песнопения духовного содержания. Установлено, что пожертвования должны собираться во время оффертория, но собранные пожертвования запрещено помещать на алтарь. Порядок действий священника во время оффертория в ординарном чине мессы таков:
Располагает на алтаре корпорал, пурификатор, миссал и чашу. Приносит на алтарь дары (или принимает их у прихожан). Берёт патену с гостией и говорит:

Благословен Ты, Господи, Боже вселенной!
По щедрости Своей Ты дал нам хлеб, — плод земли и трудов человеческих!
И мы приносим его Тебе, чтобы он стал для нас Хлебом жизни!

Вливает в чашу немного вина и воды, поднимает чашу над алтарём и читает молитву:

Через эту тайну воды и вина да приобщимся мы к Божеству Того, Кто ради нас стал Человеком!

Вознося чашу, говорит:

Благословен Ты, Господи, Боже вселенной!
По щедрости Своей Ты дал нам вино, — плод лозы и трудов человеческих!
И мы приносим его Тебе, чтобы оно стало для нас питием спасения!

Преклоняется и тихо молится:

Прими, Господи, нас, стоящих пред Тобою со смиренным духом и сокрушённым сердцем!
Да будет эта жертва наша пред Тобою угодна Тебе, Господи Боже!

Омывает руки, стоя у края алтаря и молясь:

Омой меня, Господи, от беззакония моего и от греха моего очисти меня!

К этому моменту должно быть закончено исполнение песнопения оффертория. Священник, обращаясь к народу, в полный голос провозглашает:

Молитесь, братья и сёстры, чтобы моя и ваша жертва была угодна Богу Отцу Всемогущему!

Народ молится:

Да примет Господь эту жертву из рук твоих во хвалу и славу имени Своего, ради блага нашего и всей Церкви Своей святой!

Священник со сложенными руками тихо читает Молитву над Дарами
В других западных литургических обрядах существует ряд отличий в чине оффертория от римского. Так в амвросианском обряде офферторий носит название «офференда» (offerenda). В нём всегда существовала процессия приношения даров, которая в римском обряде исчезла в начале II тысячелетия и была восстановлена лишь в XX веке. В некоторых обрядах (галликанском, брагском и др.) существуют два приношения даров, краткое совершается до мессы, а развёрнутое — в начале Евхаристической литургии.
На англиканской литургии офферторий следует после проповеди и перед молитвой о Церкви. В ходе оффертория священник читает избранные стихи из Писания, затем помещает на святой стол хлеб и вливает вино в чашу; в это время происходит сбор пожертвований. Никаких священнодействий и молитв в этот момент не полагается. В лютеранском богослужении офферторий предваряет Евхаристическую службу.